# Diego Bielkiewicz
Diego Osvaldo Bielkiewicz (Buenos Aires, Argentina, 4 de enero de 1991) es un futbolista argentino que juega en la posición de Delantero. Actualmente juega en Provincial Osorno de la Segunda División Profesional de Chile.

## Clubes
- Actualizado al último partido disputado: 20 de octubre de 2024.

| Club                        | País          | Año       | PJ | Anotado |
| --------------------------- | ------------- | --------- | -- | ------- |
| Lanús                       | Argentina     | 2009-2010 | 3  | 0       |
| Atlanta                     | Argentina     | 2010-2012 | 40 | 4       |
| San Telmo                   | Argentina     | 2012-2013 | 24 | 3       |
| Flandria                    | Argentina     | 2013-2014 | 27 | 4       |
| Gimnasia y Tiro de Salta    | Argentina     | 2014-2015 | 38 | 7       |
| Estudiantes (BA)            | Argentina     | 2016      | 4  | 0       |
| Defensores de Belgrano (VR) | Argentina     | 2016      | 12 | 8       |
| Deportes Iquique            | Chile         | 2017      | 26 | 10      |
| Seoul E-Land FC             | Corea del Sur | 2018-2019 | 17 | 3       |
| Rangers                     | Chile         | 2019      | 12 | 7       |
| Magallanes                  | Chile         | 2020-2021 | 16 | 6       |
| Rajasthan United            | India         | 2021-2022 | 0  | 0       |
| Cipoletti                   | Argentina     | 2022      | 25 | 4       |
| Provincial Osorno           | Chile         | 2023-Act. | 59 | 47      |

## Palmarés

### Campeonatos nacionales
| Logro                   | Club    | País      | Año  |
| ----------------------- | ------- | --------- | ---- |
| Primera B Metro 2010/11 | Atlanta | Argentina | 2011 |

### Distinciones individuales
| Distinción                                                | Año  |
| --------------------------------------------------------- | ---- |
| Máximo goleador de la Segunda División Chilena (15 goles) | 2023 |